# Lucrècia morta
Lucrècia morta és una escultura feta per l'escultor neoclàssic Damià Campeny i Estrany (Mataró, 1771 – Sant Gervasi de Cassoles, Barcelona, 1855) l'any 1804. L'original en marbre es conserva a la Llotja de Mar, una versió en bronze al Museu Nacional d'Art de Catalunya i una en guix a la Biblioteca Museu Víctor Balaguer. A la Biblioteca Museu Víctor Balaguer es conserva una còpia feta per Amatori Orlandi per encàrrec de Francesc Abellà. Considerada obra mestra de l'escultura neoclàssica catalana, mostra la figura de la jove Lucrècia sedent i morta, amb el pit al descobert, un braç caigut i l'altre sobre una cuixa, mentre que podem apreciar el punyal amb el qual Lucrècia se suïcidà a terra.

## Descripció de l'obra
La peça s'ha arribat a considerar una de les més belles fetes per l'escultor i, fins i tot, pel que fa l'escultura neoclàssica catalana en conjunt. Representa a la jove Lucrècia que tot just s'acaba de suïcidar perquè no pot suportar la humiliació infligida pel fill de Tarquini el Superb. En emotiu contrast amb la càrrega tràgica del tema, el cos de la jove està disposat amb poètica delicadesa, un embelliment de la figura de la mort, no exempt d'un cert erotisme, aspectes típics del moviment neoclàssic.
Presenta el cos mort de Lucrècia, assegut en una mena de tron, amb el pit al descobert, mentre que la resta de robes que duu li cauen delicadament pel cos, deixant-nos percebre la seva completa anatomia amb exactitud. L'arma amb la qual s'ha llevat la vida apareix a la base de l'escultura, transmetent l'acció del breu episodi del suïcidi, del qual només plasma el moment culminant immediatament posterior. Segons les cròniques, la mort de Lucrècia fou un esdeveniment polític important perquè va desencadenar la República de Roma.
El tema prové del relat sobre els orígens de Roma que ens deixà Titus Livi, concretament el primer llibre, sota el títol Ab Urbe Condita. Allí s'explica com Lucrècia fou violada pel fill de Tarquini el Superb, Sext Tarquini, violentament enamorat de la jove. Després d'aquest fet tan tràgic, Lucrècia envià a buscar al seu pare i al seu espòs Col·latí, els explicaria els fets i seguidament se suïcidaria. Tot seguit els explica els successos i decideix llevar-se la vida.

## Sobre l'escultor
Damià Campeny és un dels artistes més destacats del neoclassicisme a Catalunya. La seva obra s'emmarca en la transició entre el segle xviii i el xix, coetània de la de José Álvarez Cubero. Començà la seva carrera fent escultures per a retaules, fins a arribar a entrar a l'Escola de Belles Arts de la Llotja de Barcelona, de la qual va ser expulsat. Després es va dedicar a treballar de manera autònoma, i va aconseguir anar a estudiar a Roma, per mitjà d'una beca que li donà la Junta de Comerç el 1795. A la capital italiana va gaudir de l'amistat de l'escultor Antonio Canova.
Gran part de l'obra de Campeny es troba a Catalunya, on la Lucrècia morta és una de les peces més importants i de la que se'n conserven més versions. Igual que en el cas del seu contemporani Álvarez Cubero, la seva fama ha quedat una mica esmorteïda, cosa que en general ha afectat a tot l'art neoclàssic. Tot i això, fou destacable en el corrent i va tenir molta fama arreu d'Europa.

## Representació del tema
El tema del suïcidi de Lucrècia ha inspirat a diversos artistes d'època moderna, interessats sobretot en els textos de Titus Livi. En moltes ocasions el tema s'ha representat on la nostra protagonista apareix amb Sext Tarquini en una situació molt violenta, on el rostre de Lucrècia ja ens indica el seu final tràgic. Més endavant, i inclús paral·lelament, també es representarà la jove sola, mig nua o amb les robes que porta que deixen entreveure el seu cos, i el punyal amb el qual es matà direcció el cos d'ella.
Més endavant, al llarg de l'Època Contemporània veiem com amb el neoclassicisme torna l'interès pels texts clàssics i la seva mitologia, causant en els artistes un interès per tornar a representar temes de la cultura grecoromana. En aquest context és on trobem l'obra de Damià Campeny, en el nostre cas a Catalunya.

## Versions de l'obra de Campeny
Es conserven tres versions de la Lucrècia morta, les quals es troben en tres museus diferents. També cal mencionar que les tres versions, cadascuna està feta d'un material diferent a l'altra.
El 1804 arribà el model en guix (avui en dia a la Biblioteca Museu Víctor Balaguer) de l'escultura a Barcelona i pocs anys després es va fer la còpia en marbre (a la Llotja de Mar) i fa un segle la versió en bronze, avui en dia al Museu Nacional d'Art de Catalunya. Com anècdota, es pot comentar que l'impacte del model i resultat final de l'escultura en qüestió fou el model principal per a futures escultures neoclàssiques a Catalunya, tenint un cert impacte en obres com Cleopatra moribunda, obra que pot aparellar-se amb la Lucrècia morta.

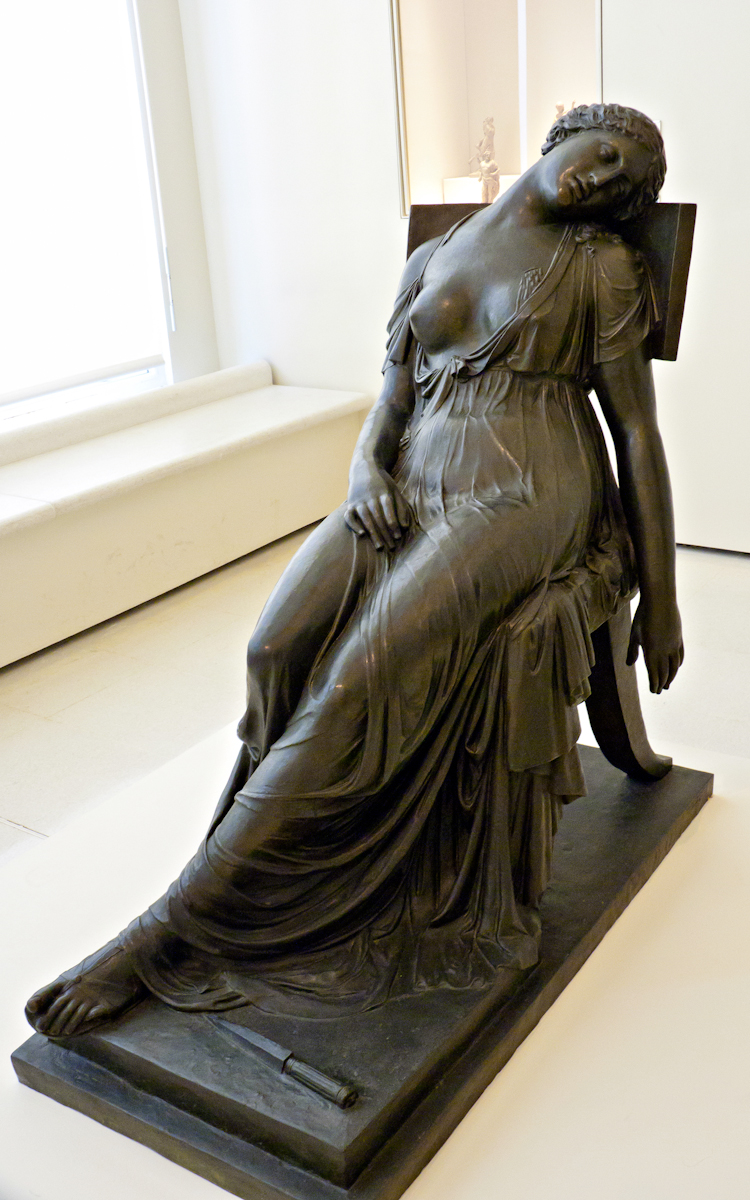
Versió en bronze (1934) conservada al MNAC
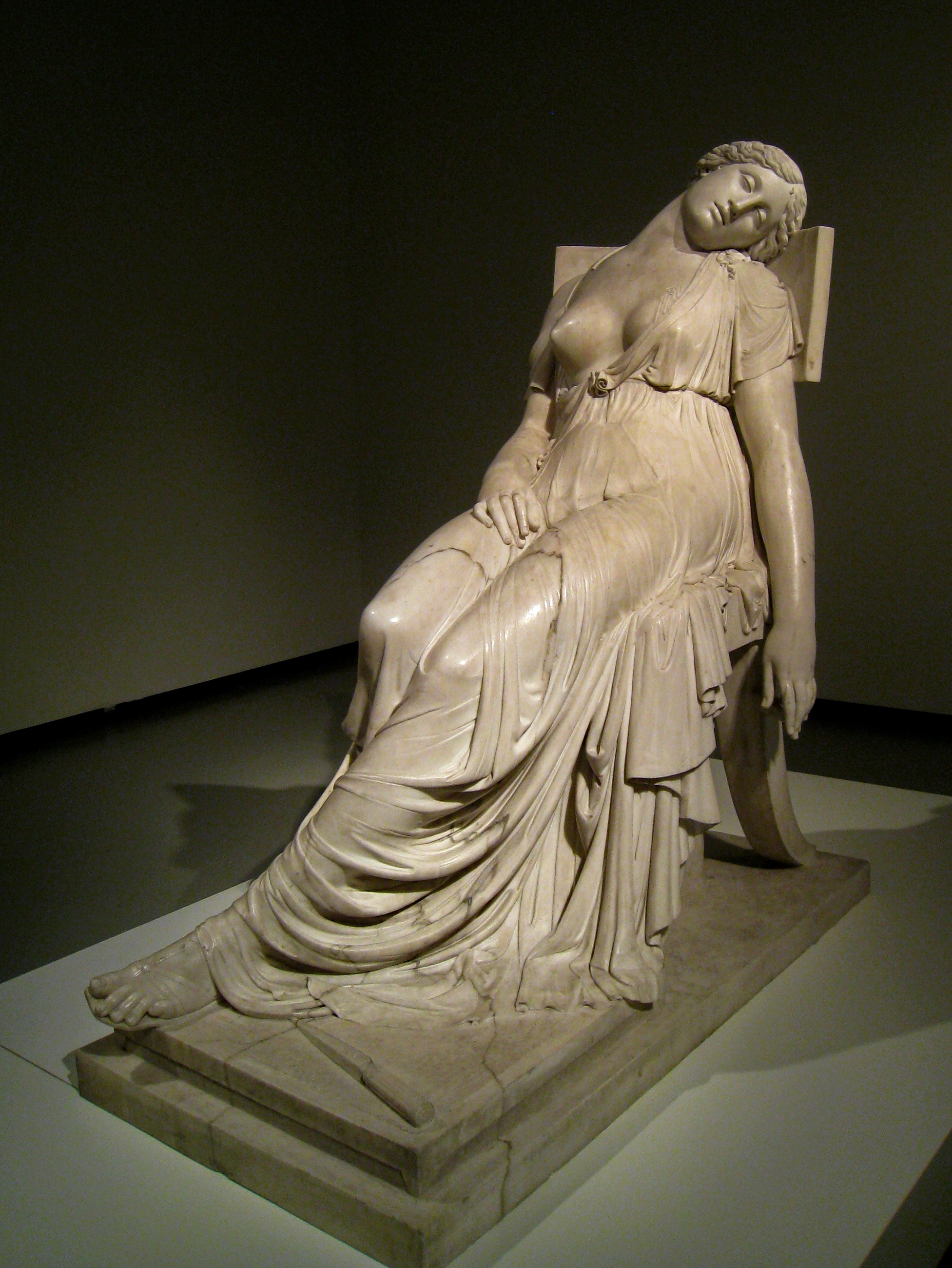
Versió en marbre (1833), Llotja de Mar
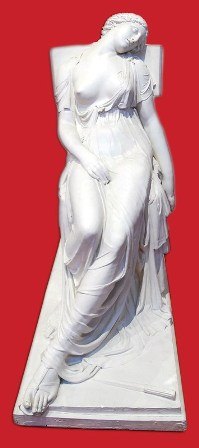
Versió en guix a la Biblioteca Museu Víctor Balaguer